# Блондинка і блондинка
«Блондинка і блондинка» (англ. Blonde and Blonder) — комедія 2008 року режисера Діна Хемільтона про «Дурних» білявок.

## Зміст
Двох сексапільних блондинок затримують, коли сприймають їх за небезпечних кілерів, на рахунку яких безліч вбивств. Їм пропонують завдання, пов'язане з усуненням одного дуже небезпечного ватажка кримінального світу.

## Ролі
- Памела Андерсон — Ді
- Деніз Річардс — Дон
- Еммануель Вог'є — Кет
- Меган Орі — Кіт
- Кевін Фарлі — Лео
- Джон Фарлі — Свон
- Байрон Менн — містер Вонг